# Geumgok-myeon
Geumgok-myeon (koreanska: 금곡면) är en socken i den södra delen av Sydkorea, 295 km söder om huvudstaden Seoul. Den ligger i kommunen Jinju i provinsen Södra Gyeongsang.